# Distretto di Pathio
Il distretto di Pathio (in thailandese: ปะทิว) è un distretto (amphoe) della Thailandia, situato nella provincia di Chumphon.